# Stilbina olympica
Stilbina olympica is een vlinder uit de familie uilen (Noctuidae). De wetenschappelijke naam is voor het eerst geldig gepubliceerd in 1970 door Dierl & Povolny.
De soort komt voor in Europa.